# Carl English
Carl Jerome English ( San Juan de Terranova, Canadá, 2 de febrero de 1981) es un jugador de baloncesto canadiense que pertenece a la plantilla del St. John's Edge de la NBL Canadá.

## Biografía
Nacido en San Juan de Terranova el 2 de febrero de 1981, Carl Jerome English, pronto tuvo que enfrentarse con la vida. Con apenas cinco años un incendio acabó con la vida de sus padres y le separó de sus hermanos. Sus tíos se hicieron cargo de él y se lo llevaron a la pequeña colonia de Patrick's Cove-Angels Cove.
El baloncesto se convirtió en su vía de escape y se pasaba muchas horas practicándolo. Con la mejora de su juego surgió la necesidad de darse a conocer y así decidió irse a vivir con un primo suyo al Área Metropolitana de Toronto. Allí asistió al Instituto Santo Tomás de Aquino, donde English pasó prácticamente inadvertido. No fue hasta 1999 cuando durante una gira por Canadá se ganó el interés de las universidades de Baylor, Notre Dame y Hawái. English tenía la opción de continuar otro año con sus estudios de secundaria, pero prefirió aceptar una beca de la Universidad de Hawái.

Me gustaba porque era un bonito lugar. Por todo lo que vi allí, sentí que era el lugar adecuado para mí. Fue una decisión difícil pero creo que acerté.
Carl English

## Trayectoria deportiva

### Universidad
English se convirtió en el tercer terranovés en jugar en la máxima categoría de la liga universitaria, la División I de la NCAA tras los hermanos Tim Beckett (que jugó cuatro años en la Universidad de Hofstra) y Steve Becket (que lo hizo un año para la Universidad de New Hampshire).
Como novato English solo jugó 2 partidos debido a una lesión en el tobillo izquierdo que lo mantuvo inactivo el resto de la temporada.
En su segundo año English fue el noveno máximo anotador y el cuarto en porcentaje de tiros de campo en la Conferencia Atlética del Oeste, con 15,5 puntos, 5,1 rebotes y 3,3 asistencias de promedio y anotando 20 o más puntos en 8 partidos. Como junior promedió 19,6 puntos, 5,4 rebotes y 2,4 asistencias para ser el segundo máximo anotador de la conferencia y el 48.º nacional. Carl English llevó a los Hawái Rainbow Warriors al torneo nacional (NCAA) en dos ocasiones. Allí estableció un nuevo récord de anotación de triples en una temporada (89).

### Profesional
Renunciando a su último año se declaró elegible para el Draft, lo que le impediría regresar a los Hawái Rainbow Warriors. Participó en el campo de entrenamiento de los Indiana Pacers, consiguiendo un contrato no garantizado. Pero sería su elección sería desechada en la segunda ronda en favor de James Jones.
En la temporada 2003-04 jugó para los Charleston Lowgators de la D-League y en la 2004-05 acompañó a franquicia en su traslado a Florida, donde pasaría a llamarse Florida Flame.
Al año siguiente el escolta dio el salto a Europa para jugar en el Virtus Bologna de Italia, disputando un total de 25 partidos con un promedio 19,9 minutos y 7,6 puntos por partido. Al término de la temporada cruzó el Adriático para enrolarse en las filas del KK Zadar croata, con el que sería campeón de Copa y subcampeón de liga, además de elegido MVP del All Stars Game de la Liga del Adriático.
Después de la experiencia croata, English fue contratado por CB Gran Canaria, de la Liga ACB española. En el equipo canario tuvo una participación importante durante las temporadas 2007-08 y 2008-09 logrando 15,6 puntos y 3,14 rebotes de media por partido.
El 16 de julio de 2009 se anuncia su fichaje por el Saski Baskonia por una temporada, con opción a otra adicional. Tras una temporada en el club vitoriano, en la que se alza con el título liguero, éste renuncia a ejecutar la opción de ampliación del contrato por una temporada más. Un mes más tarde alcanza un acuerdo con el DKV Joventut por un año. En esa temporada sufre una rotura del ligamento escafolunar de la muñeca derecha en un partido contra el CAI Zaragoza, estimándose una baja entre tres y cuatro meses.
Tras pasar toda la segunda vuelta en blanco, el verano siguiente ficha por el Cajasol Banca Cívica también en la ACB vinculándose por una temporada a la entidad sevillana. La temporada siguiente continuó en la primera división del baloncesto español, esta vez vinculándose con el Asefa Estudiantes. Al acabar la temporada se desvinculó de mutuo acuerdo del club estudiantil, tras lo cual estuvo sin equipo hasta marzo de 2014, momento en que ficha por el Iberostar Tenerife también en la ACB, donde terminó la temporada promediando 8,9 puntos en los 10 partidos que disputó.
Tras siete años en España y tras no tener equipo en el inicio de temporadaen, en octubre de 2014 se va a Grecia, para firmar con el AEK Atenas B.C.. Con los helenos permanece una temporada. Al finalizar la misma queda sin equipo hasta enero de 2016, cuando ficha a Caciques de Humacao de la liga Superior de Puerto Rico.
En el verano de 2016 vuelve a estar libre y en agosto se incorpora a la pretemporada del Bilbao Basket, como apoyo a los entrenamientos hasta la vuelta de los internacionales. En octubre de 2016 fichó por dos meses con Iberostar Tenerife para sustituir al lesionado Marius Grigonis. En 3 de diciembre jeuega su último partido para inmediatamente incorporarse al ALBA de Berlín de la Basketball Bundesliga.

### Selección
Carl English ha sido 27 veces internacional absoluto con Selección de baloncesto de Canadá desde 2005. Previamente había participado en las selecciones inferiores desde el año 2000.

## Títulos
- 1 Copa de Croacia: 2007
- 1 Liga ACB: 2010

## Distinciones individuales
- MVP en All-Star 2007 de la Liga Adriática.[4]
- Jugador de la jornada 16 Liga ACB 2008-09.
- MVP del mes de enero de 2009 en la Liga ACB.[19]
- Jugador de la jornada 14 de la Liga ACB 2010-11.[20]
- MVP del mes de febrero de 2011 en la Liga ACB.[21]